# Chrysorithrum amorina
Chrysorithrum amorina är en fjärilsart som beskrevs av Felix Bryk 1948. Chrysorithrum amorina ingår i släktet Chrysorithrum och familjen nattflyn. Inga underarter finns listade i Catalogue of Life.